# Aérospatiale Exocet

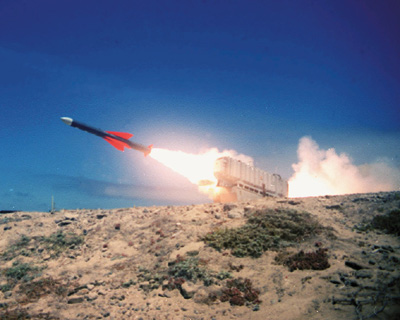
En Exocetrobot avfyras.

Exocet är en fartygsburen sjömålsrobot som det även utvecklades en luftburen variant av. Roboten är av franskt ursprung men har exporterats till flera länder. Namnet Exocet betyder flygfisk på svenska. Närmaste motsvarighet inom svenska försvaret heter Rb 15. 

## Iran–Irak-kriget
År 1987 skadades den amerikanska fregatten USS Stark i Persiska viken av två Exocetrobotar som avfyrats från ett irakiskt flygplan av typen Mirage F1. USA accepterade förklaringen att det handlade om en olyckshändelse.

## Falklandskriget
Roboten blev känd för en bredare allmänhet under Falklandskriget mellan Storbritannien och Argentina 1982. Trots att det skrevs mycket i massmedia om engelsmännens förluster på grund av argentinska exocetrobotar så stod vanliga flygbomber för den absoluta merparten av skadorna på engelska fartyg.[källa behövs]
Den mest omtalade sänkningen gällde den engelska jagaren HMS Sheffield som den 4 maj träffades av en exocetrobot som avfyrats från en argentinsk Dassault Super Étendard på bara 20 kilometers avstånd. Robotens stridsspets exploderade förmodligen inte men på grund av det korta skjutavståndet hade raketmotorn så mycket bränsle kvar att detta antände jagaren. Den sjönk under bogsering 6 dagar senare. En andra robot missade troligen fregatten HMS Yarmouth. Två veckor senare träffades det engelska fraktfartyget Atlantic Conveyor av en eller två exocetrobotar. Det har inte kunnat fastställas huruvida stridsspetsarna exploderade men Atlantic Conveyor fattade eld och sjönk efter ett par dagar. Argentina hade enbart fem stycken flygburna exocetrobotar och den sista avfyras den 30 maj mot en engelsk flottstyrka, men missade. I slutet av kriget träffades HMS Glamorgan av en exocetrobot som avfyrats från land och ödelade fartygets helikopterhangar.
Argentina försökte få tag på fler robotar och fick köpa ett okänt antal av Peru. Chile vägrade däremot sälja till Argentina.
Enligt Pierre Razoux på Frankrikes försvarsdepartement överlämnade Frankrike vissa tekniska prestanda för Exocet-roboten till Storbritannien samt också information om Argetinas vapenlager, men ingen utrustning eller data om hur roboten kunde oskadliggöras på elektronisk väg. Ali Magoudi, förtrogen med Frankrikes president Francois Mitterrand, skriver dock i sin bok från 2005 att Mitterrand överlämnade detaljer om hur roboten kan inaktiveras, efter att Storbritanniens premiärminister Margret Thatcher hotat med att atombomba Buenos Aires. Thatcher beskrevs ha varit mycket upprörd över att Frankrike sålt avancerade vapen till Argentinas regim.